# Serhij Rebrov
Serhij Stanislavovitsj Rebrov (Oekraïens: Сергій Станіславович Ребров) (Horlivka, 6 maart 1974) is een voormalig Oekraïense profvoetballer. Hij zette op 20 juli 2009 officieel een punt achter zijn carrière, na een profloopbaan die hem langs Sjachtar Donetsk (1991-92), Dynamo Kiev (1992-2000 en 2005/06), Tottenham Hotspur (2000-03), Fenerbahçe SK (2002-04), West Ham United (2004-05) en Roebin Kazan (2008-09) voerde. Tevens speelde hij 75 keer voor het Oekraïens voetbalelftal.

## Sjachtar Donetsk
In 1990 verscheen Rebrov voor het eerst bij een profclub, Sjachtar Donetsk. Hij maakte toen deel uit van het jeugdteam. Het jaar daarop, in 1991, mocht hij voor het eerst meedoen op professioneel niveau met het eerste elftal. Dit was in Sovjetcompetitie. Dat seizoen scoorde hij in zeven wedstrijden twee doelpunten. In het seizoen 1991/1992 bestond de Sovjetcompetitie niet meer en kwam zijn club, Donetsk, uit in de Vysjtsja Liha, de hoogste Oekraïense competitie. Dat seizoen werd hij op twee na topscorer en raakte topclub Dinamo Kiev in hem geïnteresseerd.

## Dinamo Kiev
In augustus 1992 maakte Rebrov daadwerkelijk de overstap van Donetsk naar Dinamo. Uiteindelijk zou hij bij deze club van 1992 tot en met 2000 spelen. Hier vormde hij vanaf 1994 tot en met 1999 een zeer sterk aanvallersduo met Andrij Sjevtsjenko. Ook werd hij met de club acht keer achter elkaar landskampioen, van 1992/1993 tot en met 1999/2000. In 1996 en 1998 werd hij ook Oekraïens voetballer van het jaar en in het seizoen 1997/1998 werd hij tevens topscorer van de Vysjtsja Liha. Tijdens zijn eerste periode bij de club was Kiev ook zeer succesvol in Europa. Zo haalden ze in 1999 de halve finale van de Champions League waar ze door Bayern München werden uitgeschakeld. Het seizoen daarop werd Rebrov gedeeltelijk topscorer van de Champions League met 10 doelpunten. Dankzij zijn goede prestaties bij Dinamo Kiev verdiende Rebrov in 2000 een transfer naar het buitenland.

## Tottenham Hotspur, Fenerbahçe, West Ham United
In juni 2000 vertrok Rebrov bij Kiev en ging naar Londen, om te spelen bij Tottenham Hotspur. De club betaalde 11 miljoen pond voor hem, wat lange tijd de hoogst betaalde transfersom van "The Spurs" was. In zijn eerste seizoen gold Rebrov als een belangrijke kracht bij Tottenham. Toen coach George Graham in maart 2001 ontslagen werd, was zijn vervanger Glenn Hoddle. Onder hem kon Rebrov zich niet meer in het basiselftal spelen. Daarom werd hij dan ook in het seizoen 2003/2004 uitgeleend aan de Turkse topclub Fenerbahçe. Hier werd hij kampioen mee. Hij speelde bij de club uit Istanboel onder andere met Pierre van Hooijdonk. In het seizoen 2004/2005 speelde Rebrov bij een stadsgenoot van Tottenham, West Ham United. Ook hier wist hij echter niet te imponeren, hij scoorde maar één keer in 26 wedstrijden, en vertrok al na één seizoen.

## Tweede keer Dinamo Kiev, Roebin Kazan
Op 1 juni 2005 was Rebrov transfervrij en hoefden clubs dus geen transfersom voor hem te betalen. Twee dagen later tekende hij een tweejarig contract, met optie voor nog een jaar, bij de club waar hij grote successen behaalde, Dinamo Kiev. Het eerste seizoen bij de club speelde hij niet meer als aanvaller, maar als middenvelder. Ondanks zijn nieuwe positie werd hij clubtopscorer met 13 doelpunten. Dat seizoen werd hij door de coaches en aanvoerders van de clubs uit de competitie beschouwd als beste speler van het seizoen. Het seizoen erop, 2006/2007, behaalde hij zijn negende Oekraïens kampioenschap met de club. Hij was ook de aanvoerder van de club. Begin maart 2008 vertrok hij naar het Russische Roebin Kazan waar hij dat seizoen verrassenderwijs het kampioenschap mee won. Hij speelde daarna nog een seizoen bij de club en diende daarmee zijn contract uit. Op 20 juli 2009 besloot hij zijn loopbaan van 19 jaar af te sluiten en ging hij aan de slag als assistent-trainer bij het tweede elftal van Dinamo Kiev.

## Interlandcarrière
Op 27 juni 1992 maakte Rebrov zijn debuut voor het nationale team van Oekraïne; dat was in een vriendschappelijke wedstrijd tegen de Verenigde Staten (0-0). Rebrov viel in dat duel na 76 minuten in voor Sergei Kovalets. Hij maakte lange tijd deel uit van de selectie van zijn land en speelde ook op het WK 2006 in Duitsland. Dit was het eerste hoofdtoernooi ooit wat zijn land bereikte. Op dit toernooi scoorde hij de 4-0 tegen Saoedi-Arabië.

## Trivia
- In 2007 werd Serhij Rebrov uitgeroepen tot de #44 op de lijst van slechtste voetballers die ooit gespeeld hadden in de Premier League. Het ging om zijn prestaties als speler van Tottenham Hotspur, die niet aan de verwachtingen voldeden na zijn goede spel bij Dinamo Kiev. De lijst werd opgesteld door de Britse krant The Times.[1]

## Erelijst
- Oekraïens kampioen (1993, 1994, 1995, 1996, 1997, 1998, 1999, 2000, 2007)
- Oekraïens bekerwinnaar (1993, 1996, 1998, 1999, 2000)
- Oekraïens Supercupwinnaar (2006)
- Oekraïens topscorer (1997/1998)
- Oekraïens voetballer van het jaar (1996, 1998)
- Turks kampioen (2004)
- Russisch kampioen (2008)
- Champions League topscorer (1999/2000)